# Claude Franclet
Claude Franclet (* 23. Juni 1964 in Paris) ist ein französischer Bogenschütze.
Franclet, 1,76 m groß und 65 kg schwer, nahm an den Olympischen Spielen 1988 in Seoul teil. Er belegte Platz 64 und wurde im Teamwettbewerb 10.
1991 war Franclet französischer Meister mit der Mannschaft des US Montfermeil.